# Лиепая (хоккейный клуб)
«Лиепая» (латыш. Liepāja) — хоккейный клуб, выступающий в Высшей лиге чемпионата Латвии. Основан в 2014 году. Домашняя арена клуба — ледовый дворец «Олимпийский» в городе Лиепая.

## История
Хоккейный клуб «Лиепая» был основан в 2014 году, спустя год после расформирования другого лиепайского клуба — «Металлург». В конце октября 2014 года команда подписала соглашение о сотрудничестве с рижским «Динамо». В регулярном сезоне 2014/2015 команда заняла второе место в чемпионате, пропустив вперёд «Курбадс». В плей-офф выбыла в полуфинале от того же клуба, а в матче за 3-е место уступила «Земгале». В сезоне 2015/2016 клуб стал чемпионом страны, что дало ему право выступить в Континентальном кубке.

## Достижения
- Чемпионат Латвии по хоккею с шайбой:
  - Победители (1)  : 2016